# Prudnicki
Prudnicki là một huyện thuộc tỉnh Opolskie của Ba Lan. Huyện có diện tích 572 km². Đến ngày 1 tháng 1 năm 2011, dân số của huyện là 58509 người và mật độ 102 người/km².